# Anna Hyndráková
Anna Hyndráková (roz. Kovanicová, 25. března 1928 Praha – 20. února 2022 Praha) byla česká historička.

## Biografie
Anna Hyndráková se narodila roku 1928 v pražské židovské rodině. Roku 1942 byla deportována do koncentračního tábora Terezín, odtud roku 1944 do Birkenau a po několika týdnech do pracovního tábora Christianstadt. V únoru 1945 prchla z pochodu smrti, brzy však byla dopadena a do počátku května byla vězněna v táboře Görlitz. Po válce Hyndráková bydlela v sirotčinci, protože její nejbližší rodina byla nacisty vyvražděna. Brzy vstoupila do Československého svazu mládeže a později do Komunistické strany Československa.
Hyndráková po válce vystudovala grafiku a později se stala vedoucí fotoarchivu v Ústavu dějin socialismu ÚV KSČ. Po roce 1989 se Hyndráková věnovala nahrávání vzpomínek přeživších holokaustu a edici dokumentů Židovské náboženské obce Praha vzniklých v období Protektorátu a dokumentů židovské samosprávy v Terezíně. V roce 2015 se stala jednou ze čtveřice oceněných Cenou Paměti národa.